# Episteme beatrix
Episteme beatrix är en fjärilsart som beskrevs av Jordan 1909. Episteme beatrix ingår i släktet Episteme och familjen nattflyn. Inga underarter finns listade i Catalogue of Life.